# Dwars door België 1960
De 16e editie van Dwars door België werd verreden op zaterdag 26 en zondag 27 maart 1960. Het eindklassement werd weer op tijd opgemaakt en niet zoals in de voorgaande edities op punten.

## 1e etappe

### Wedstrijdverloop
De start van de 1e etappe lag in Waregem en de finish in Ciney. De afstand bedroeg 217 km. Er gingen 146 renners van start in Waregem. Het regende dat het goot. Er gingen 2 renners direct in de aanval, Janssens en Foré. Even later sloten nog enkele renners aan en zo ontstond een kopgroep van 16 renners. Onder andere door impulsen van Desmet kwamen er nog 13 renners bij de kopgroep zodat na 50 km koers een kopgroep van 29 renners voor het peloton uit reed. Dit duurde slechts 25 km, toen volgde een hergroepering. Na een paar mislukte aanvallen wist uiteindelijk een groepje van 10 renners te ontsnappen en bij Ciney hadden ze 45" voorsprong. Nog 2 renners uit het peloton wisten de oversteek te maken, onder andere Baens. Sorgeloos reed weg, 4 renners konden mee maar hij won deze etappe. 

### Hellingen
Voor zover bekend moesten de volgende hellingen in de 1e etappe beklommen worden:

### Uitslag
| Plaats  | Naam             | Ploeg | Tijd     |
| ------- | ---------------- | ----- | -------- |
| Winnaar | Edgard Sorgeloos |       | 5u27'00" |
| 2       | Frans Schoubben  |       | z.t.     |
| 3       | Roger Baens      |       | z.t.     |

## 2e etappe

### Wedstrijdverloop
De 2e etappe ging een dag later van Ciney terug naar Waregem, de afstand bedroeg 222 km. Er gingen 120 renners van start in Ciney. In de eerste 100 km was niks te melden, het peloton reed rustig richting Waregem. Pas na de bevoorrading in Vilvoorde werd er aangevallen. Bij Merchtem ontsnapten 18 renners die na 145 km koersen nauwelijks een halve minuut voorsprong hadden. Dit liep echter snel op en bij Aalst na 160 km was het al 2 minuten. Decabooter viel aan. Kerckhove sprong mee als ploegmaat van leider Sorgeloos, maar werkte niet mee in de ontsnapping. De ploeg van Decabooter ontregelde de achtervolging, zodat de beide renners met een kleine halve minuut voorsprong richting finish reden. De snellere Kerckhove won deze etappe, maar Decabooter won deze editie van Dwars door België. 

### Uitslag
| Plaats  | Naam              | Ploeg | Tijd     |
| ------- | ----------------- | ----- | -------- |
| Winnaar | Norbert Kerckhove |       | 5u10'00" |
| 2       | Arthur Decabooter |       | op 3"    |
| 3       | Noël Foré         |       | op 49"   |

## Eindklassement
| Plaats  | Naam              | Ploeg | Tijd      |
| ------- | ----------------- | ----- | --------- |
| Winnaar | Arthur Decabooter |       | 10u37'30" |
| 2       | Edgard Sorgeloos  |       | op 17"    |
| 3       | Julien Schepens   |       | op 44"    |
| 4       | Noël Foré         |       | z.t.      |
| 5       | Frans Demulder    |       | z.t.      |
| 6       | Marcel Synaeve    |       | z.t.      |
| 7       | Lode Troonbeeckx  |       | z.t.      |
| 8       | André Messelis    |       | z.t.      |
| 9       | Wout Wagtmans     |       | z.t.      |
| 10      | Karel Bormans     |       | z.t.      |

1945 · 1946 · 1947 · 1948 · 1949 · 1950 · 1951 · 1952 · 1953 · 1954 · 1955 · 1956 · 1957 · 1958 · 1959 · 1960 · 1961 · 1962 · 1963 · 1964 · 1965 · 1966 · 1967 · 1968 · 1969 · 1970 · 1971 · 1972 · 1973 · 1974 · 1975 · 1976 · 1977 · 1978 · 1979 · 1980 · 1981 · 1982 · 1983 · 1984 · 1985 · 1986 · 1987 · 1988 · 1989 · 1990 · 1991 · 1992 · 1993 · 1994 · 1995 · 1996 · 1997 · 1998 · 1999 · 2000 · 2001 · 2002 · 2003 · 2004 · 2005 · 2006 · 2007 · 2008 · 2009 · 2010 · 2011 · 2012 · 2013 · 2014 · 2015 · 2016 · 2017 · 2018 · 2019 · 2020 · 2021 · 2022 · 2023 · 2024

Lijst van beklimmingen